# 高田贤三
高田贤三（日语：／ Takada Kenzō，1939年2月27日—2020年10月4日）是一名日籍旅法时尚设计师，他是凯卓品牌的创始人。

## 生平

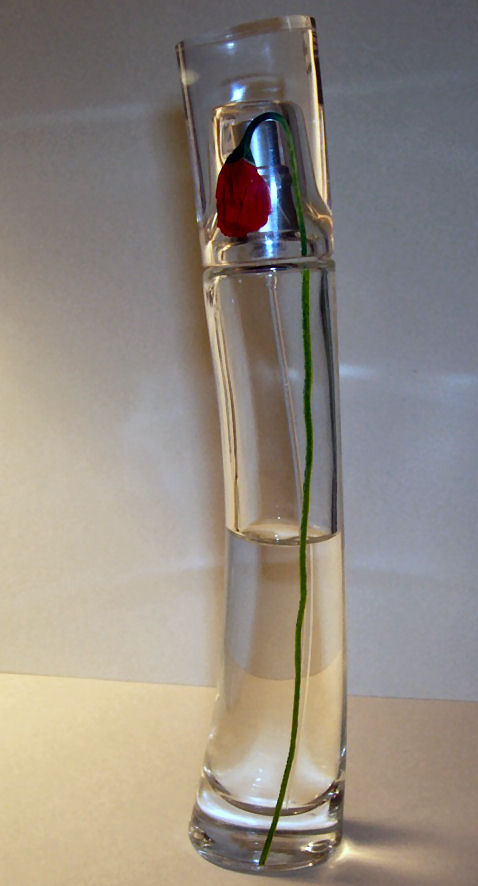
Flower by Kenzo香水

高田賢三早年通過妹妹的時尚雜誌產生了對時尚產品的熱愛。其後他進入神戶市外國語大學，由於對大學生活感到無聊，他最後違背其家庭的意願決定退學。1958年，高田賢三進入當時剛開始招收男性學生的東京文化服裝學院就讀。他畢業後於1964年移居巴黎，開始嘗試在時尚界發展：參加時裝發布會、與媒體建立聯繫及出售設計稿。
由於高田賢三當時只能負擔得起廉價的布料及設計材料，他不得不在設計時將各種粗獷的布料混合在一起來設計成衣。
高田賢三的成功始於1970年：他的第一場時裝發布會在Vivienne畫廊舉行；同年，他的第一間店“Jungle Jap”開業；穿著他設計服裝的模特兒出現在《ELLE》雜誌的封面上。1971年，高田賢三的服裝系列在紐約和東京發布。次年，他獲得“東京時尚編輯俱樂部”獎。高田賢三繼續生動的展示著他的創意，1978和1979年，他在馬戲團大帳篷內舉行時裝發布會，特別是在發布會結尾，他騎著大象和穿著透明制服的女騎手出場。
高田賢三的第一個男裝系列在1983年上市。1988年，他的女式香水系列Kenzo de Kenzo（又名Ça Sent Beau）、Parfum d'été、Le monde est beau，以及L'eau par Kenzo開始登陸市場。1991年，第一款男士香水Kenzo pour Homme上市。2000年，FlowerbyKenzo上市，隨即成為Kenzo系列香水的旗艦產品。2001年，護膚品系列KenzoKI上市。
1993年，Kenzo品牌被法國奢侈品公司路易威登集團獲得。
高田賢三於1999年宣布退休，將他的時裝店交予他的助手進行管理。2005年，他以裝飾設計師的身份現身，發布了餐具，家具品牌Gokan Kobo（五感工場）。2020年1月，他和他的团队公布了新的家庭生活风格奢侈品牌“K三”。
2020年10月4日，日本共同社巴黎报道，因感染嚴重特殊傳染性肺炎（COVID-19）於巴黎的醫院逝世，享壽81岁。

## 个人生活
高田贤三曾与西班牙建筑师哈维尔·德·卡斯特利亚（Xavier de Castella）有过一段感情，他曾为高田设计过一座14,000平方呎的日式宅邸。卡斯特利亚在1990年因艾滋病去世。